# 考納斯
考纳斯是立陶宛第二大城市和舊都（1922年－1940年），仅次于维尔纽斯。面积157平方公里，人口289,380（2020年）。
位於立陶宛最大的两条河流尼曼河和内里斯河匯流之處，毗邻立陶宛最大的水体考納斯水庫。

## 词源和其他名称
这个城市的名字来源于立陶宛语，很有可能源于一个人名。
立陶宛恢复独立前，这座城市在英语中称为Kovno，波兰语名字Kowno，白俄罗斯语名称是Koўнa，早期的俄语名字是Ковно，1940年以后称为Каунас。意第绪语名字是Kovne（קאָװנע），而德语名称包括Kaunas和Kauen。

## 传说
一个古老的传说声称考纳斯是由罗马人在古代建立的。据称，这些罗马人的首领是一个贵族，名为帕莱蒙，他有三个儿子：巴尔居，库纳斯和斯佩魯斯。帕萊蒙因为害怕疯狂的皇帝尼禄而逃离罗马，带着他的儿子和其他亲人远赴立陶宛。帕萊蒙死后，他的儿子分配他的土地。库纳斯得到了现在考纳斯所在的的地方。他在尼曼河和内里斯河汇合處附近构筑了要塞，发展起来的城市就以他的名字命名。

## 城徽
1993年6月30日，一项特殊的总统法令规定了考纳斯市的城徽。城徽描绘一只白色的原牛，在牛角之间是一个黄金十字架，背景为深红色。原牛是自1400年起该市原来城徽的标志。目前的标志是大量研究和讨论的结果，由艺术家雷蒙达斯·米克内维丘斯（Raimondas Miknevičius）完成。原牛取代了苏联时代自1969年以后使用的标志欧洲野牛。

## 历史

### 立陶宛大公国
至迟在10世纪，在两条大河的汇流处，今天考纳斯老城区的所在地，已经建立了一个居民点。据信该城建立于1030年，但首次见于文献记载是在1361年。在13世纪，兴建了一道石墙，以对付条顿骑士团的不断袭击。1362年，该城被条顿骑士团占领，考纳斯城堡被摧毁，15世纪初重建。
1408年，维陶塔斯授予该市马格德堡权利，并于1413年成为查基省考纳斯县的中心。从此考纳斯开始变得突出，因为它位于贸易路线的交叉路口，又是一个河港。考纳斯在1441年加入了汉萨同盟，汉萨商人开设了办事处。到16世纪，考纳斯设立了公立学校和医院，是立陶宛大公国最好的城镇之一。
在1665年，该城曾数次遭受俄国军队袭击，在1701年又被瑞典军队占领。在1657年和1708年，黑死病 袭击了该地区，1731年和1732年，火灾摧毁了城市的一些部分。

### 俄罗斯帝国
1795年，波兰立陶宛联邦遭到最后一次瓜分，该市由俄罗斯帝国接管，属于維爾紐斯省。在1812年法国入侵俄罗斯期间，拿破仑的大军团两次经过考纳斯，每次都对城市造成了破坏。
瓜分之后，考纳斯是十一月起义（1830年至1831年）和一月起义（1863年至1864年）的中心之一。为了镇压当地人，俄罗斯帝国当局在该城设立一个巨大的军事要塞。俄国军事要塞至今仍遍布全城各处。
1843年，以考纳斯为中心的科夫諾省成立。1862年，连接俄罗斯帝国和德意志帝国 的铁路建成，使考纳斯成为一个重要的铁路枢纽，1861年完成了俄国最早的铁路隧道之一。1898年，第一个电厂开始运行。 
在第二次世界大战 之前，如同许多东欧其他城市，考纳斯也有大量的犹太居民。根据1897年俄罗斯人口普查，犹太人的人数25,500，约占70900人口的36%。

### 两次世界大战之间的立陶宛
1919年，俄国布尔什维克占领了维尔纽斯，立陶宛共和国政府在这里设立了主要基地。后来，首都维尔纽斯被强行并入波兰，考纳斯成为立陶宛的临时首都，直到1939年10月28日，波蘭再次被瓜分，红军将维尔纽斯移交还给立陶宛。 
两次世界大战之间的考纳斯经济繁荣，它是当时立陶宛最大的城市。在市长Jonas Vileišis（1921年至31年）的管理下，考纳斯增长迅速并广泛现代化。兴建了价值超过1500万立陶宛立特的供水和废水处理系统，城市面积从18平方公里扩大到40平方公里，建成2500多座建筑物，在Neris和Nemunas河上新建了三座现代桥梁。该市的所有街道铺设了路面，马车交通被现代化的公交线路所取代，筹划和兴建新的郊区（特别是Žaliakalnis），设立新的公园和广场。社会保障体系创立了基础，建成三所新学校，新的公共图书馆，包括Vincas Kudirka图书馆。J. Vileišis与其他许多欧洲城市保持接触，因此考纳斯是欧洲城市生活的一个积极参与者。
两次世界大战之间的考纳斯有35,000-40,000名犹太人，约占全市总人口的四分之一犹太人组成大部分城市的商业，手工业者，及专业部门。考纳斯是一个犹太教育的中心，Slobodka yeshiva是欧洲最负盛名的犹太高等学府之一。考纳斯拥有丰富多彩的世俗犹太文化。这里有近100个犹太人组织，40个犹太会堂，许多意第绪语学校，4所希伯来语中学，一所犹太医院，许多犹太人拥有的企业。这也是一个重要的犹太复国主义中心。

### 苏联时期
1940年，苏联入侵并吞并立陶宛，改为立陶宛苏维埃社会主义共和国。1941年6月14日，苏联开始大规模逮捕，处决和流放立陶宛人到西伯利亚和俄罗斯其他地区。6月22日，德国入侵苏联，在考纳斯发生了反抗撤退中的红军的六月起义，1941年6月23日，曾出现短暂的独立时期。在与红军的战斗中，立陶宛反政府武装控制了政府办公室、警察局，商店，仓库，并试图重新建立对城市的秩序。
1941年6月25日，德国军队以近乎凯旋的方式进城，未遭反抗。虽然纳粹德国不承认新政府，但直至7月17日奧斯蘭總督轄區成立以前，他们没有解散独立政府。此后，政治权力慢慢地為德国總督轄區所取代。从1944年开始，苏联红军开始进攻，最终取得波罗的海的三个国家。

### 考纳斯犹太人
考纳斯的犹太生活的第一次中断，发生在1940年6月苏联占领立陶宛时。这次不受欢迎的占领伴随着逮捕，没收，以及废除所有自由机构。犹太社区组织几乎在一夜之间消失。苏联当局没收了许多犹太人的财产，数百人被流放到西伯利亚。同时，由立陶宛民族主义流亡者在柏林建立的立陶宛行动阵线，用立陶宛语进行反犹太主义宣传 ，指责犹太人为苏联占领负责。
1941年6月22日希特勒入侵苏联，苏联军队逃离考纳斯。在6月25日德国占领该市前后，反共产主义纳粹组织的武装分子开始攻击犹太人，责备他们为苏联镇压负责。特别是沿尤尔巴尔科街和克里斯丘凯蒂斯街。他们杀害了超过3800名犹太人，还有数百人被带到列圖奇斯车库，在那里被杀。
纳粹最终建立了考纳斯隔都，这里的犹太人到战争结束时几乎全部被杀害。

### 现代

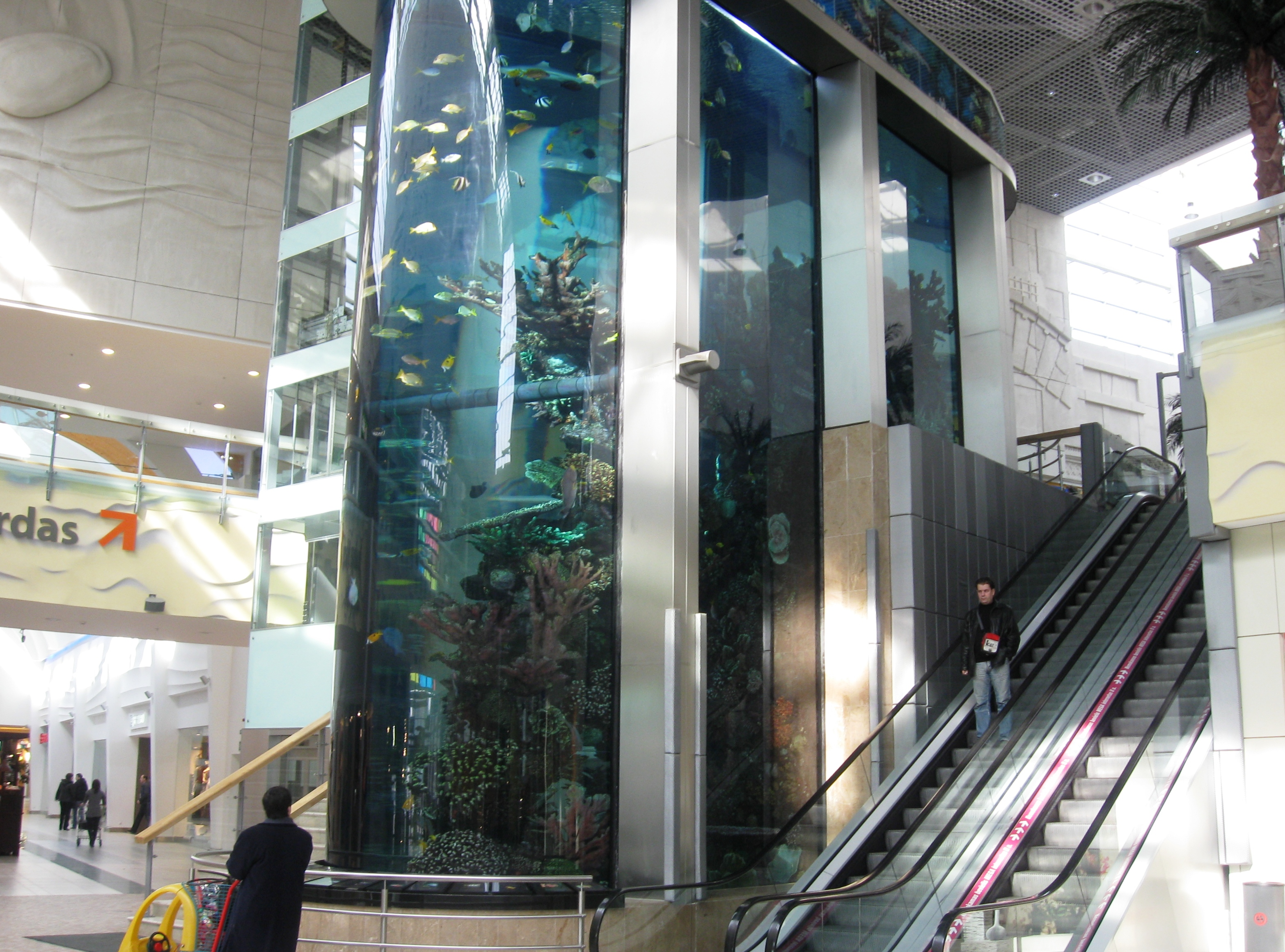
梅加购物中心内的水族馆

第二次世界大战后，考纳斯成为立陶宛主要的工业城市，大约占立陶宛的工业总产量的四分之一。
1991年立陶宛宣布独立后，苏联企图镇压。

## 人口
| 年份 | 人口    |
| ---- | ------- |
| 1796 | 8,500   |
| 1813 | 3,000   |
| 1825 | 5,000   |
| 1840 | 8,500   |
| 1860 | 23,300  |
| 1897 | 71,000  |
| 1923 | 92,000  |
| 1940 | 154,000 |
| 1959 | 214,000 |
| 1966 | 275,000 |
| 1989 | 418,087 |
| 2001 | 378,943 |
| 2004 | 366,652 |
| 2005 | 361,274 |

### 民族构成

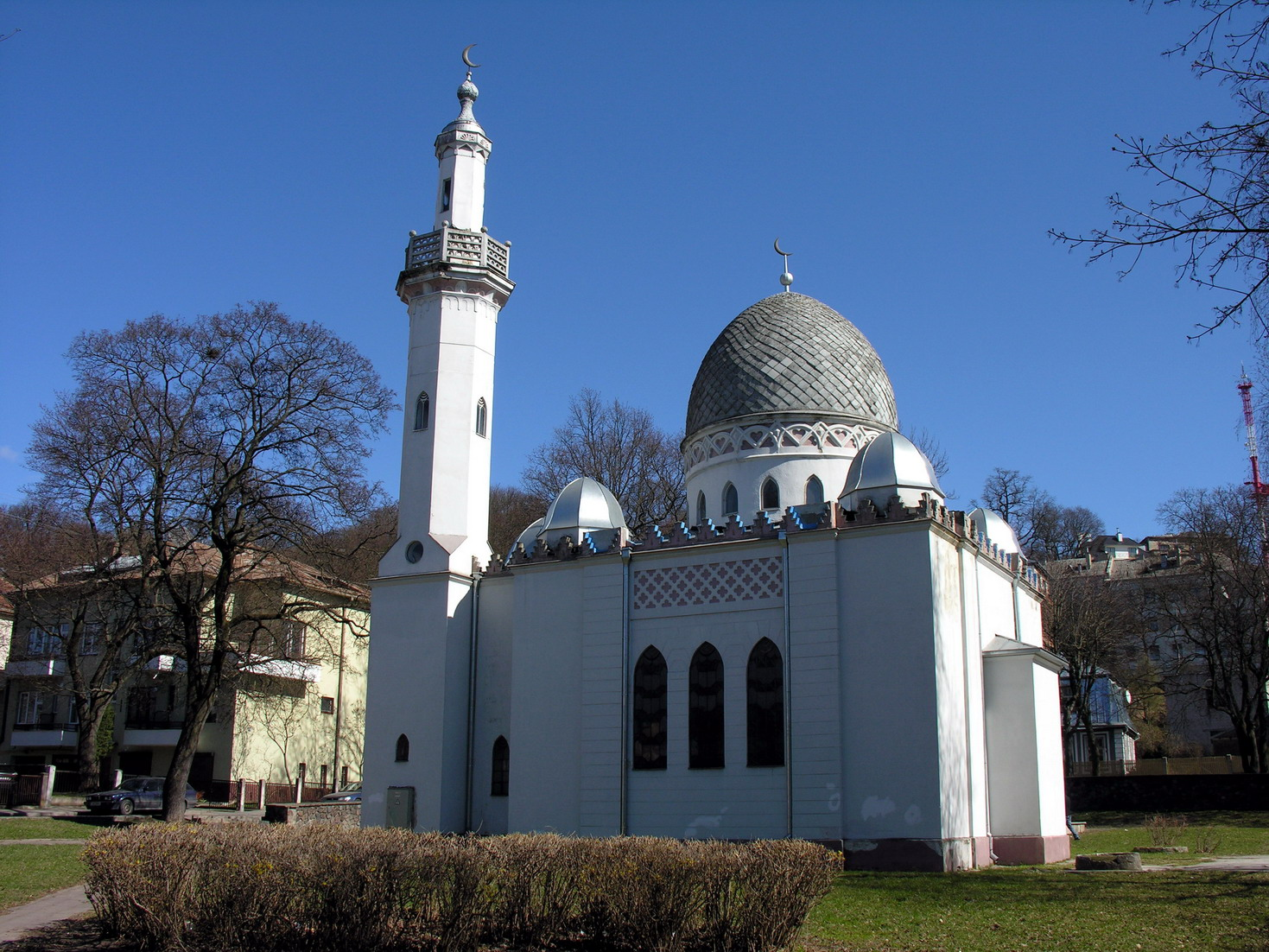
考纳斯清真寺

1897年俄罗斯帝国人口普查结果显示，该市由以下的族裔组成：
1. 犹太人 25,052 - 35%
2. 俄罗斯人 18,308 - 26%
3. 波兰人  16,112 - 23%
4. 立陶宛人 4,092 - 6%
5. 德意志人 3,340 - 4.5%
6. 鞑靼人 1,084 - 1.5%
7. 其他  2932 - 4%

今天，考纳斯是该国最立陶宛化的城市之一，几乎百分之93公民是立陶宛人。考纳斯的立陶宛人比例高于维尔纽斯，也高于里加的拉脱维亚人或塔林的爱沙尼亚人的比例。
2001年该市总人口378,943人，由以下的族裔组成：
1. 立陶宛人  352,051
2. 俄罗斯人 16,622
3. 乌克兰人 1,906
4. 波兰人 1,600
5. 其他 6,764

## 友好城市
- 捷克布尔诺[9]
- 美国洛杉矶
- 波兰弗罗茨瓦夫[10]
- 波兰沃姆扎
- 土耳其特拉布宗
- 波兰梅希利布日
- 爱沙尼亚塔尔图市
- 芬兰坦佩雷
- 丹麦欧登塞
- 法国格勒诺布尔[11]
- 瑞典林雪平
- 乌克兰哈尔科夫
- 意大利布雷西亚
- 意大利费拉拉
- 挪威霍达兰
- 瑞典韦克舍
- 意大利卡瓦德蒂雷尼
- 俄罗斯秋明
- 中国厦门
- 意大利安蒂尼亚诺